# Roma Jam Session art Kollektiv
Das Roma Jam Session art Kollektiv (RJSaK) ist ein 2013 gegründetes Kunstkollektiv, das vor allem für seine Performances bekannt ist und verschiedene Plattformen wie Kunst, Politik, Theater, Festivals und den öffentlichen Raum nutzt. Das Kollektiv nahm an der ersten und zweiten Roma Biennale teil, seine Projekte wurden 2019 auf der 58ten Biennale von Venedig gezeigt, ebenso wurden 2020 Performances des Roma Jam Session art Kollektivs im Online-Programm der Bucharest Biennale gezeigt. Es gilt als das erste Schweizer Kunstkollektiv, das sich in seinen Auftritten und Aktionen für die marginalisierte Gruppe der Roma einsetzt.

## Geschichte und Auftritte
Das Roma Jam Session art Kollektiv wurde im Juli 2013 in Zürich von den Künstlern Mo Diener, RRMarki und Milena Petrovic gegründet. Sie begannen mit Performances im Dada-Stil, später können ihre Auftritte mit den Worten Roma-futuristisch, PerformanceVorlesungen oder Performancemediationen beschrieben werden. Ihre aktuellen Performances beschäftigen sich mit der Zukunft der Roma in einem offenen Europa. 2016 war das Roma Jam Session art Kollektiv Partner der Shedhalle bei der langen Nacht der Züricher Museen. Seit 2017 tritt das Roma Jam Session art Kollektiv international auf. Ebenfalls 2017 beteiligte sich das Kollektiv an dem Projekt Rewriting the Protocols: Naming, Renaming, and Profiling (›Neuschreiben der Protokolle: Benennen, Umbenennen und Profilerstellung‹) der RomArchive. Im gleichen Jahr beteiligten sie sich auch am Roma Holocaust Memorial Day. 2019 traten sie mit ihrer performativen Choreographie CHROMA – The Future Is Roma – Let’s Pass The Mic To Europe im Roma Pavillon der 58ten Biennale von Venedig auf.